# Willie Garson
William Garson Paszamant (n. 20 februarie 1964, Highland Park⁠(d), New Jersey, SUA – d. 21 septembrie 2021, Los Angeles, California, SUA) a fost un actor american. A apărut în peste 75 de filme și în peste 300 de episoade de televiziune pe parcursul carierei sale, fiind cunoscut pentru interpretarea personajelor Stanford Blatch⁠(d) în serialul HBO Totul despre sex, în seria de filme Totul despre sex și în spin-off-ul And Just Like That...⁠(d), Mozzie⁠(d) în serialul USA Network Hoțul fermecător⁠(d) din 2009 până în 2014, Ralph în comedia romantică Micul Manhattan⁠(d) (2005), Gerard Hirsch în Hawaii Five-0 și Martin Lloyd în Stargate SG-1.

## Biografie
Garson s-a născut în Highland Park, New Jersey⁠(d), fiul lui Muriel (născută Schwartz) și al lui Donald M. Paszamant. Garson era evreu. În copilărie, a vizitat Tabăra Wekeela⁠(d) din Hartford, Maine⁠(d) timp de 11 ani.
A absolvit în 1982 Liceul Highland Park⁠(d). În 1985, a obținut o diplomă de licență în teatru de în Universitatea Wesleyan și o diplomă de master în cadrul Yale Drama School⁠(d).

## Cariera

### Televiziune
Garson a avut un rol secundar (Henry Coffield) în serialul NYPD Blue - Viață de polițist⁠(d) și în Totul despre sex. Alte roluri de televiziune includ Mr. Belvedere⁠(d), My Two Dads⁠(d), Coach⁠(d) (episodul „The Loss Weekend”), Capcana timpului (în rolul unui vânzător de ziare, iar mai târziu în rolul lui Lee Harvey Oswald), Twin Peaks, Monk, Boy Meets World⁠(d), Riley și restul lumii (a interpretat patru personaje diferite în ultimele două episoade), Ally McBeal, Party of Five⁠(d), Star Trek: Voyager (în episodul „Thirty Days” ), Special Unit 2⁠(d), Poză la minut, Ask Harriet⁠(d), Buffy, spaima vampirilor, Prietenii tăi (vecinul lui Ross Geller în episodul „The One With the Girl Who Hits Joey”), Dosarele X (în rolul a două personaje diferite), Cheers (chelner în episodul „Cape Cad”), Yes, Dear⁠(d), CSI - Crime și investigații, Pushing Daisies⁠(d), Stargate SG-1 (3 episoade), Magicienii din Waverly Place, CSI: Miami⁠(d), Mental⁠(d), Orice e posibil⁠(d) și Taken⁠(d). A jucat în serialul HBO John din Cincinnati⁠(d) din 2007. A avut rolul lui Mozzie în serialul Hoțul fermecător din 2009 până în 2014. Din 2019 până în 2020, a fost invitat în emisiunea 25 Words or Less⁠(d).

### Filme
Garson a apărut în trei filme ale fraților Farrelly⁠(d) – Kingpin⁠(d), There's Something About Mary și Fever Pitch⁠(d). A avut roluri în lungmetraje precum Ziua cârtiței, Just Like Heaven⁠(d), The Rock, Fortress 2: Re-Entry⁠(d), În pielea lui John Malkovich, Freaky Friday⁠(d), Labor Pains⁠(d) și Out Cold⁠(d). A avut un rol cameo în genericul final al filmului Jackass Number Two⁠(d) și a apărut în Before I Go (2021).

## Viața personală și moartea
Deși este cunoscut pentru interpretarea unui bărbat gay în Totul despre sex, acesta era heterosexual. A evitat să discute public despre orientarea sa sexuală.
Garson a murit de cancer pancreatic la casa sa din Los Angeles, California pe 21 septembrie 2021 la vârsta de 57 de ani.

## Filmografie

### Filme
| An   | Titlu                                   | Rol                          | Note        |
| ---- | --------------------------------------- | ---------------------------- | ----------- |
| 1987 | The Price of Life                       | Father                       | Scurtmetraj |
| 1989 | Troop Beverly Hills                     | Bruce                        |             |
| 1990 | Brain Dead                              | Board Member                 |             |
| 1990 | The Adventures of Ford Fairlane         | Frat Boy                     |             |
| 1990 | Repossessed                             | Nerd Student                 |             |
| 1991 | Across the Tracks                       | Salesman                     |             |
| 1991 | Soapdish                                | Nitwit Executive             |             |
| 1991 | Mobsters                                | Telephone Operator           |             |
| 1992 | Ruby                                    | Lee Harvey Oswald            |             |
| 1993 | Groundhog Day                           | Phil's Assistant Kenny       |             |
| 1993 | Untamed Heart                           | Patsy                        |             |
| 1993 | When the Party's Over                   | Vic Montana                  |             |
| 1993 | Daybreak                                | Simon                        |             |
| 1994 | Cityscrapes: Los Angeles                | John                         |             |
| 1994 | Black Sheep                             | Anthony Guifoyle             |             |
| 1994 | Every Breath                            | Bob                          |             |
| 1994 | Speechless                              | Dick                         |             |
| 1995 | Things to Do in Denver When You're Dead | Cuffy                        |             |
| 1995 | The Tie That Binds                      | Ray Tanton                   |             |
| 1996 | Alone in the Woods                      | Lyle                         |             |
| 1996 | The Destiny of Marty Fine               | Jack                         |             |
| 1996 | The Rock                                | Francis Reynolds             |             |
| 1996 | Kingpin                                 | Purse Snatcher               |             |
| 1996 | Mars Attacks!                           | Corporate Guy                |             |
| 1998 | There's Something About Mary            | Dr. Zit Face/High School Pal |             |
| 1998 | Living Out Loud                         | Man in Elevator              |             |
| 1999 | The Suburbans                           | Craig                        |             |
| 1999 | Being John Malkovich                    | Guy in Restaurant            |             |
| 1999 | Play It to the Bone                     | Cappie Caplan                |             |
| 2000 | Our Lips Are Sealed                     | Agent Norm                   |             |
| 2000 | Fortress 2                              | Stanley Nussbaum             |             |
| 2000 | What Planet Are You From?               | Brett                        |             |
| 2001 | Out Cold                                | Ted Muntz                    |             |
| 2002 | Luster                                  | Sonny Spike                  |             |
| 2003 | Freaky Friday                           | Evan                         |             |
| 2003 | A Problem with Fear                     | Erin                         |             |
| 2004 | Seeing Other People                     | Suspicious Wheelchair Guy    | Scurtmetraj |
| 2004 | House of D                              | Ticket Agent                 |             |
| 2005 | Fever Pitch                             | Dr. Kevin                    |             |
| 2005 | Just like Heaven                        | Maitre D'                    |             |
| 2005 | Little Manhattan                        | Ralph                        |             |
| 2006 | Thank Heaven                            | Grant Strong                 |             |
| 2006 | The TV Set                              | Brian                        |             |
| 2006 | Zoom                                    | Dick                         |             |
| 2008 | Beau Jest                               | Joel Goldman                 |             |
| 2008 | Sex and the City                        | Stanford Blatch              |             |
| 2009 | Shannon's Rainbow                       | Richard                      |             |
| 2009 | Labor Pains                             | Carl                         |             |
| 2010 | Ashley's Ashes                          | Limus                        |             |
| 2010 | Sex and the City 2                      | Stanford Blatch              |             |
| 2012 | Fops                                    | The King                     | Scurtmetraj |
| 2012 | Periods.                                |                              |             |
| 2014 | Walk of Shame                           | Dan Karlin                   |             |
| 2017 | The Polka King                          | Lonny                        |             |
| 2017 | Feed                                    | Mr. Brack                    |             |
| 2019 | 7 Days to Vegas                         | Danny                        |             |
| 2020 | The Bellmen                             | Alan                         |             |
| 2020 | Magic Camp                              | Casino Manager               |             |
| 2021 | Before I Go                             | Francis                      |             |

### Televiziune
| Year       | Title                                                     | Role                                             | Notes                                                                                     |
| ---------- | --------------------------------------------------------- | ------------------------------------------------ | ----------------------------------------------------------------------------------------- |
| 1986       | The Deliberate Stranger                                   |                                                  | Miniserie                                                                                 |
| 1986       | Family Ties                                               | Walter                                           | Episodul: "Paper Chase"                                                                   |
| 1986       | Cheers                                                    | Waiter                                           | Episodul: "The Cape Cad"                                                                  |
| 1986       | You Again?                                                | Clerk                                            | Episodul: "Quit Is a Four Letter Word"                                                    |
| 1986–1987  | Newhart                                                   | Mr. Whorley / Steve                              | 2 episoade: "Desperately Desiring Susan: Part 2" și "Reading, Writing, and Rating Points" |
| 1986–1990  | Mr. Belvedere                                             | Carl                                             | 7 episoade                                                                                |
| 1987       | My Two Dads                                               | Tom                                              | Episodul: "Crime and Punishment"                                                          |
| 1988–1989  | It's a Living                                             | Phil Roman                                       | 3 episoade                                                                                |
| 1989       | Coach                                                     | Clerk                                            | Episodul: "The Loss Weekend"                                                              |
| 1989       | Peter Gunn                                                | Rusty                                            | Film de televiziune                                                                       |
| 1989       | Chicken Soup                                              | Waiter                                           | Episodul: "Double Date"                                                                   |
| 1989–1992  | Quantum Leap                                              | Alik Idell / Lee Harvey Oswald / Seymour         | 3 episoade                                                                                |
| 1990       | Thirtysomething                                           | Ray                                              | Episodul: "Good Sex, Some Sex, What Sex, No Sex"                                          |
| 1990       | Booker                                                    | Mac Larson                                       | Episodul: "Mobile Home"                                                                   |
| 1991       | Twin Peaks                                                | Heavy Metal Roadie                               | Episodul #2.20                                                                            |
| 1993       | L.A. Law                                                  | Jay Berg                                         | Episodul: "Odor in the Court"                                                             |
| 1993       | Big Al                                                    | Ricki                                            | Scurtmetraj de televiziune                                                                |
| 1993       | Flying Blind                                              | Leech Boy                                        | Episodul: "The Bride of Marsh Man 2: The Spawning"                                        |
| 1993       | A League of Their Own                                     | Clark Powell                                     | Episodul: "Marathon"                                                                      |
| 1993–1999  | Boy Meets World                                           | Leonard Spinelli / Mervyn / The Minister         | 4 episoade                                                                                |
| 1994       | Renegade                                                  | Tommy                                            | Episodul: "Once Burned, Twice Chey"                                                       |
| 1994       | Ray Alexander: A Taste for Justice                        | Associate                                        | Film de televiziune                                                                       |
| 1995       | Pig Sty                                                   | Hansen                                           | 2 episoade: "Mr. Nice Guy"; "Leap Into an Open Grave"                                     |
| 1995       | MADtv                                                     | Lee Harvey Oswald                                | Episodul: "Kato Kaelin/Poison"                                                            |
| 1995       | The Barefoot Executive                                    | Assistant                                        | Film de televiziune                                                                       |
| 1995       | Partners                                                  | Larry                                            | Episodul: "Do We Have to Write You a Check?"                                              |
| 1995       | Mad About You                                             | Randall                                          | Episodul: "New Year's Eve"                                                                |
| 1995, 1999 | The X-Files                                               | Quinton 'Roach' Freely / Henry Weems             | 2 episoade: "The Walk"; "The Goldberg Variation"                                          |
| 1996       | Touched by an Angel                                       | Eddie Brenner                                    | Episodul: "Dear God"                                                                      |
| 1996–1999  | NYPD Blue                                                 | Henry Coffield                                   | 7 episoade                                                                                |
| 1997       | The Practice                                              | D.A. Frank Shea                                  | 2 episoade: "Trial and Error"; "Dog Bite"                                                 |
| 1997–1998  | Melrose Place                                             | Dr. Mosley                                       | 2 episoade: "Secrets and Wives"; "Coop de Grace"                                          |
| 1997–1998  | Ally McBeal                                               | Alan Farmer / Frank Shea                         | 2 episoade: "Compromising Positions"; "These Are the Days"                                |
| 1998       | Ask Harriet                                               | Ronnie Rendall                                   | Rol principal                                                                             |
| 1998       | Buffy the Vampire Slayer                                  | Security Guard                                   | Episodul: "Killed by Death"                                                               |
| 1998       | Party of Five                                             | Mr. Kroop                                        | 3 episoade                                                                                |
| 1998       | Star Trek: Voyager                                        | Riga                                             | Episodul: "Thirty Days"                                                                   |
| 1998–2004  | Sex and the City                                          | Stanford Blatch                                  | 27 de episoade                                                                            |
| 1999       | Friends                                                   | Steve Cera                                       | Episodul: "The One with the Girl Who Hits Joey"                                           |
| 1999       | Just Shoot Me!                                            | Kurt                                             | Episodul: "Miss Pretty"                                                                   |
| 1999       | Early Edition                                             | Willie Dretler                                   | Episodul: "The Out-of-Towner"                                                             |
| 1999       | Come On Get Happy: The Partridge Family Story             | Sam                                              | Film de televiziune                                                                       |
| 1999       | Nash Bridges                                              | Leonard Voss                                     | Episodul: "Crosstalk"                                                                     |
| 2000       | City of Angels                                            | Norman Lewis                                     | Episodul: "Cry Me a Liver"                                                                |
| 2000       | Level 9                                                   | Bones                                            | 2 episoade: "Mail Call"; "DefCon"                                                         |
| 2000       | Spin City                                                 | Ned                                              | Episodul: "Blind Faith"                                                                   |
| 2000–2006  | Stargate SG-1                                             | Martin Lloyd                                     | 3 episoade                                                                                |
| 2001–2002  | Special Unit 2                                            | Amphorian / Cupid / Little Brother / Ross Bowman | 2 episoade: "The Brothers"; "The Love"                                                    |
| 2002       | Taken                                                     | Dr. Kreutz                                       | 2 episoade                                                                                |
| 2003       | CSI: Crime Scene Investigation                            | Bud Simmons / Sexy Kitty                         | Episodul: "Fur and Loathing"                                                              |
| 2004       | Yes, Dear                                                 | Gordon                                           | Episodul: "Kim and Gordon"                                                                |
| 2004       | Monk                                                      | Leo Navarro                                      | Episodul: "Mr. Monk and the Panic Room"                                                   |
| 2005–2006  | CSI: Miami                                                | Ian Sutter / Ian Sutton                          | 2 episoade: "Sex & Taxes"; "If Looks Could Kill"                                          |
| 2006       | Las Vegas                                                 | Pete Natelson                                    | Episodul: "Bait and Switch"                                                               |
| 2007       | John from Cincinnati                                      | Meyer Dickstein                                  | Rol principal; 10 episoade                                                                |
| 2008       | Chocolate News                                            | Larry Turner                                     | Episodul: "Episode #1.1"                                                                  |
| 2009       | Imagination Movers                                        | Pants Armstrong                                  | Episodul: "Second Chance Pants"                                                           |
| 2009       | Wizards of Waverly Place                                  | Mr. Frenchy                                      | Episodul: "Fashion Week"                                                                  |
| 2009       | Pushing Daisies                                           | Dick Dicker                                      | Episodul: "Window Dressed to Kill"                                                        |
| 2009       | Medium                                                    | Alan Hitchens                                    | Episodul: "The Talented Ms. Boddicker"                                                    |
| 2009       | Mental                                                    | Leonard Steinberg                                | Episodul: "Rainy Days"                                                                    |
| 2009–2014  | White Collar                                              | Mozzie                                           | Rol principal; 80 de episoade                                                             |
| 2011–2015  | Whole Day Down                                            | Willie                                           | Rol principal                                                                             |
| 2012       | Hot in Cleveland                                          | Dr. Brotz                                        | Episodul: "God and Football"                                                              |
| 2013       | Two and a Half Men                                        | Dr. Steven Staven                                | Episodul: "Run, Steven Staven! Run!"                                                      |
| 2013       | Wendell & Vinnie                                          | Jury member                                      | Episodul: "Mock Law & Order"                                                              |
| 2013       | How to Live with Your Parents (For the Rest of Your Life) | Harry                                            | Episodul: "How to Live with the Academy Awards Party"                                     |
| 2014       | Girl Meets World                                          | Harrison Miller                                  | Episodul: "Girl Meets Popular"                                                            |
| 2014       | Franklin & Bash                                           | Dr. Nick Beckman                                 | Episodul: "Kershaw v. Lincecum"                                                           |
| 2015       | Weird Loners                                              | Carl                                             | Episodul: "Weird Knight"                                                                  |
| 2015–2020  | Hawaii Five-0                                             | Gerard Hirsch                                    | Rol secundar; 9 episoade                                                                  |
| 2016       | The Mysteries of Laura                                    | George Tilieu                                    | Episodul: "The Mystery of the Downward Spiral"                                            |
| 2017       | Scandal                                                   | Protestor                                        | Episodul: "Day 101"                                                                       |
| 2018       | Salvation                                                 | Dr. Carson                                       | Episodul: "Get Ready"                                                                     |
| 2019–2020  | Supergirl                                                 | Steve Lomeli                                     | Rol secundar; 3 episoade                                                                  |
| 2019       | Conversations in L.A.                                     | Dr. Kerr                                         | Episodul: "Wed-Lock"                                                                      |
| 2019       | Magnum P.I.                                               | Gerard Hirsch                                    | Episodul: "Blood Brothers"                                                                |
| 2020       | Big Mouth                                                 | Various voices                                   | 3 episoade                                                                                |
| 2021       | And Just Like That...                                     | Stanford Blatch                                  | Lansat postum; 3 episoade                                                                 |
| 2022       | 25 Words or Less                                          | Willie Garson                                    | Celebritate invitată la GSN cu gazdele Colton Dunn, Gabrielle Ruiz, & Jackie Tohn         |